# Пайнс
Пайнс (порт. Pains) — муниципалитет в Бразилии, входит в штат Минас-Жерайс. Составная часть мезорегиона Запад штата Минас-Жерайс. Входит в экономико-статистический микрорегион Формига. Население составляет 7601 человек на 2006 год. Занимает площадь 418,043 км². Плотность населения — 18,2 чел./км².
Праздник города — 1 января.

## История
Город основан 31 декабря 1943 года.

## Статистика
- Валовой внутренний продукт на 2003 год составляет 65 091 315,00 реалов (данные: Бразильский институт географии и статистики).
- Валовой внутренний продукт на душу населения на 2003 год составляет 8463,31 реалов (данные: Бразильский институт географии и статистики).
- Индекс развития человеческого потенциала на 2000 год составляет 0,783 (данные: Программа развития ООН).